# Страна чудес (музей)
Музе́й ку́кол и де́тской кни́ги «Страна́ чуде́с» — музей в городе Екатеринбурге, входящий в состав Объединённого музея писателей Урала.

## История музея и здания
В здании, в котором теперь расположен музей — доме № 16 на Офицерской улице (нынешней Пролетарской улице), с июня 1880 года по 19 августа 1883 года снимала квартиру семья Дмитрия Наркисовича Мамина-Сибиряка. Хозяйка дома — Хиония Ивановна Черепанова — мещанка, казначей Ново-Тихвинского монастыря, жена маркшейдера Берёзовского рудника сдавала Маминым угловую комнату, окна которой выходили на улицу и во двор.
В этом доме Дмитрий Наркисович написал один из вариантов романа «Приваловские миллионы», повесть «Сёстры», автобиографический рассказ «Фунтик», очерк «Наши инородцы».
В начале 1980-х годов поднялся вопрос о реконструкции Пролетарской улицы, так как она находится в самом центре города. По проекту Генплана все ветхие дома здесь подлежали сносу.
Дом, в котором жил писатель, передали Музею писателей Урала и отреставрировали как исторический памятник.
21 февраля 1985 года дом передан музею решением исполкома Свердловского городского совета.
В 1989 году здание введено в эксплуатацию как экспозиционный отдел музея.
31 октября 1994 года был открыт выставочный зал. Состоялась первая выставка: «Русская игрушка».
18 мая 2000 года выставочный зал преобразован в Музей кукол и детской книги «Страна чудес».
Музей коллекционирует и демонстрирует сувенирные, игровые, театральные, авторские и коллекционные куклы из многих стран мира, игрушки, редкие детские книги XIX и XX веков, разнообразные книги сказок.

## Конструктивные особенности здания
Старинный дом типовой городской застройки.
Здание — одноэтажное, деревянное, обшитое тёсом, с четырёхскатной крышей, с наличниками на окнах, украшенными резным декором.
В конце XVIII — начале XIX века дома, подобные этому, были типовой застройкой и формировали облик провинциальных русских городов.
Нынче здание представляет собой редчайшее явление русского деревянного классицизма в архитектурной застройке города.
Экспозиционно-выставочная площадь: 81 м².